# Van Weezer
Van Weezer ist das 15. Studioalbum der US-amerikanischen Rockband Weezer. Es erschien am 7. Mai 2021 bei Atlantic Records.

## Entstehung und Veröffentlichung
Frontsänger Rivers Cuomo begann im Frühjahr 2019 am Album zu arbeiten. Nachdem Besucher der Weezer-Konzerte sehr positiv auf Cuomos spontane Gitarrensoli während der Shows reagierten, sollte Van Weezer gitarrenlastiger als vorangegangene Alben werden. Als Inspirationsquellen für das Album gibt die Band selbst Black Sabbath, Kiss, Metallica und Van Halen an. An letztere ist auch der Albumtitel angelehnt. Ursprünglich sollte das Album im Mai 2020 im Rahmen einer geplanten Tour mit Green Day und Fall Out Boy veröffentlicht werden. Aufgrund der COVID-19-Pandemie und der Verschiebung der Tour wurde auch die Veröffentlichung des Albums verschoben, ehe es schließlich am 7. Mai 2021 erschien.
Am 10. September 2019 wurde mit The End of the Game die erste Single veröffentlicht. Die zweite Singleauskopplung, Hero, folgte am 6. Mai 2020. Weitere Singleauskopplungen folgten mit Beginning of the End am 14. August 2020 und I Need Some of That am 21. April 2021.

## Titelliste
| #   | Titel                | Länge |
| --- | -------------------- | ----- |
| 1.  | Hero                 | 3:56  |
| 2.  | All the Good Ones    | 2:44  |
| 3.  | The End of the Game  | 3:01  |
| 4.  | I Need Some of That  | 3:19  |
| 5.  | Beginning of the End | 3:15  |
| 6.  | Blue Dream           | 2:50  |
| 7.  | 1 More Hit           | 3:05  |
| 8.  | Sheila Can Do It     | 2:57  |
| 9.  | She Needs Me         | 2:52  |
| 10. | Precious Metal Girl  | 2:50  |

Mehrere Stücke zitieren Teile aus Rocksongs der 1980er-Jahre. I Need Some of That enthält Interpolationen aus Heat of the Moment von Asia sowie (Don’t Fear) The Reaper von Blue Öyster Cult. In Beginning of the End wird Billy Joels The Longest Time zitiert, Blue Dream zitiert das Stück Crazy Train von Ozzy Osbourne. In beiden Weezer-Songs werden daher auch Joel bzw. Osbourne, Randy Rhoads und Bob Daisley als Autoren aufgelistet. Mötley Crüe wird mit ihrem Song Girls, Girls, Girls von Weezer in Sheila Can Do It zitiert.

## Rezeption

### Rezensionen
Von Kritikern erhielt das Album überwiegend positive Bewertungen. So erzielt Van Weezer auf Metacritic eine Wertung von 67 %.
Patrick Binder von laut.de hielt das Album nur für „streckenweise“ gelungen. Er lobte lediglich dessen Mittelteil. Stephen Thomas Erlewine vergab auf allmusic.com 4,5 von 5 Sternen und urteilte dagegen, dass das Album eine „mitreißendes Vergnügen“ sei. Auch Evan Rytlewski von Pitchfork Media befand, dass Weezer mit dem Album ebenso ihren Spaß haben wie jeder, der sich von einem „Van Weezer“ betitelten Album angesprochen fühlt. Dennoch enthalte das Album auch Enttäuschungen, wie etwa „1 More Hit“ oder „Precious Metal Girl“. Er vergab 5,9 von 10 Punkten.

### Chartplatzierungen
| ChartsChartplatzierungen       | Höchstplatzierung | Wochen |
| ------------------------------ | ----------------- | ------ |
| Deutschland (GfK)              | 25 (1 Wo.)        | 1      |
| Österreich (Ö3)                | 26 (1 Wo.)        | 1      |
| Schweiz (IFPI)                 | 40 (1 Wo.)        | 1      |
| Vereinigtes Königreich (OCC)   | 30 (1 Wo.)        | 1      |
| Vereinigte Staaten (Billboard) | 11 (1 Wo.)        | 1      |